# Circular Head Municipality
Koordinaten: 40° 50′ S, 145° 7′ O

Circular Head ist ein lokales Verwaltungsgebiet (LGA) im australischen Bundesstaat Tasmanien. Das Gebiet ist 4917 km² groß und hat etwa 8000 Einwohner (2016).
Circular Head liegt an der Nordwestspitze der Insel etwa 300 Kilometer von der Hauptstadt Hobart entfernt. Das Gebiet umfasst 37 Ortsteile und Ortschaften: Alconde, Arthur River, Black River, Brittons, Broadmeadows, Christmas Hills, Cowrie Point, Crayfish Creek, Detention, Detention River, Edith Creek, Forest, Hellyer, Irishtown, Lileah, Marrawah, Mawbanna, Mella, Mengha, Montagu, Montagu Swamp, West Montagu, Nabageena, Port Latta, Redpa, Rocky Cape, Roger River, Scopus, Scotchtown, Smithton, South Forest, Stanley, Swamp, Temma, Togari, Trowutta, Wiltshire und Woolnorth. Der Sitz des Councils befindet sich in Smithton an der Küste im Norden der LGA, wo etwa 3250 Einwohner leben (2016).

## Verwaltung
Der Circular Head Council hat neun Mitglieder. Der Mayor (Bürgermeister), sein Deputy (Stellvertreter) und sieben Councillor werden direkt von den Bewohnern der LGA gewählt. Circular Head ist nicht in Bezirke untergliedert.